# جاك دان (كاتب)
جاك دان (بالإنجليزية: Jack Dann)‏ (15 فبراير 1945، جانسون سيتي في الولايات المتحدة)؛ مدرس، كاتب، شاعر وروائي أمريكي.